# Luiz Jeferson Escher
Luiz Jeferson Escher (ur. 22 czerwca 1987) – brazylijski piłkarz, grający jako środkowy napastnik. Od 2016 roku wolny gracz.

## Klub

### Początki
Zaczynał karierę w Sociedade Esportiva Matsubara. Z tego zespołu przeniósł się 1 września 2008 roku do Kawkabu Marrakesz. 1 lipca 2010 roku został zawodnikiem Wydadu Casablanca. 1 stycznia 2011 roku powrócił do Kawkabu.

### Maghreb Fez
1 września 2011 roku dołączył do Maghrebu Fez. W tym zespole zadebiutował 21 września 2011 roku w meczu przeciwko Raja Casablanca (1:1). Wszedł na boisko w 85. minucie, zmienił Hamzę Abourazzouka. Pierwszego gola strzelił 18 lutego 2012 roku w meczu przeciwko Olympic Safi (0:2). Do siatki trafił w 89. minucie. Pierwszą asystę zaliczył 10 lutego 2013 roku w meczu przeciwko CODM Meknès (wygrana 1:2). Asystował przy bramce Ahmeda Ajeddou w 89. minucie. Łącznie wystąpił w 44 meczach, strzelił 9 goli i miał 3 asysty. Zdobył puchar Maroka (2011/2012), Afrykański Super Puchar (2011/2012) i Afrykański Puchar Konfederacji (2011, 2012).

### Powrót do Kawkabu
30 stycznia 2014 roku powrócił po raz trzeci do Marrakeszu. W tym klubie ponownie zadebiutował 2 kwietnia 2014 roku w meczu przeciwko Difaâ El Jadida (0:0). Na boisko wszedł w 78. minucie, zastąpił Noureddine El Gourcha. W sumie zagrał 43 mecze i strzelił 9 bramek.

### Dalsza kariera
Od 1 sierpnia 2016 roku pozostaje bez klubu.